# Berufsoberschule
Die Berufsoberschule (BOS) führt in manchen deutschen Bundesländern Schüler mit mittlerem Schulabschluss (z. B. Mittlere Reife, Fachschulreife in Bayern bzw. der Fachoberschulreife oder Fachhochschulreife in anderen Bundesländern) und einer abgeschlossenen Berufsausbildung zur allgemeinen Hochschulreife (Abitur) bzw. zur fachgebundenen Hochschulreife (wenn keine zweite Fremdsprache nachgewiesen wird).

## Schleswig-Holstein
- RBZ HLA – Die Flensburger Wirtschaftsschule#Berufsoberschule Wirtschaft
- RBZ-Technik Kiel
- Eckener-Schule RBZ Flensburg
- Berufliche Schule des Kreises Pinneberg in Elmshorn, Europaschule